# Guararema
Guararema é um município brasileiro do estado de São Paulo, localizado na Região Metropolitana de São Paulo, na Zona Leste da Grande São Paulo, em conformidade com a lei estadual nº 1.139, de 16 de junho de 2011 e, consequentemente, com o Plano de Desenvolvimento Urbano Integrado da Região Metropolitana de São Paulo (PDUI). Sua população, conforme estimativas do IBGE de 2021, era de 30 465 habitantes. Conhecida também como Cidade Natal, recebendo milhares de visitantes para as festas de fim de ano.

## Toponímia

Do tupi ybyrá (árvore, pau), + rem (fedorento) + o sufixo substantivador -a, formando o que na gramática do tupi é conhecido como uma composição atributiva. O nome se refere ao pau-d'alho.

Guararema vem do tupi ybyrá, árvore, pau, e rem, fedorento, mais o sufixo substantivador -a, significando árvore fedorenta (o pau-d'alho, árvore símbolo do município).

## História
Segundo Aureliano Leite, em 1560 um grupo, chefiado por Braz Cubas, se embrenha pelo sertão e descobre ouro em vasta sesmaria que chega quase à margem esquerda do Rio Anhembi (Tietê). A descoberta é comunicada ao Rei por carta datada de 25 de Abril de 1562. Em sua entrada pelo sertão, Braz Cubas desce a seguir pelo Rio Paraíba do Sul e, atravessando a Serra da Mantiqueira, chegou no Rio São Francisco. Segundo o historiador, Isaac Grinderg, estes foram os primeiros europeus a chegarem na região. Em 1608, Gaspar Vaz obtém uma sesmaria em Mogi das Cruzes.
Em 1611, Gaspar Vaz fundou o aldeamento da Escada, para onde foram levados índios já catequizados. Já em 1625, o aldeamento havia sido entregue aos jesuítas que sobreviviam da lavoura. Em 1652, os padres jesuítas erigiram a primeira capela no arraial. Devido ao seu posicionamento geográfico, durante séculos a localidade constituiu-se como etapa obrigatória dos caminhantes que iam de São Paulo para o Rio de Janeiro e vice-versa. Por dar proteção aos índios os jesuítas somaram muitos inimigos, inclusive Gaspar Vaz, que defendia a escravização dos índios. Os inimigos atacavam as aldeias e destruíam várias reduções jesuíticas ao sul do Brasil e 
Uruguai: tão frequente se tornaram estes ataques, que os jesuítas foram reclamar ao Papa, o qual em 1640 declarou todos os índios da América livres. Com o acontecido os colonos decidiram pela expulsão dos jesuítas de toda a capitania.
Em 15 de dezembro de 1732 o índio chamado a moda portuguesa de Sebastião Silva é nomeado capitão-mor dos Índios do arraial da Escada, nesse mesmo ano, a primeira capela foi demolida em virtude de má conservação para dar lugar a outra capela. Em 1734, com a vinda dos Franciscanos, ergueu-se um alojamento anexo que passou a funcionar como convento. Construído em taipa de pilão, o conjunto, representativo da arquitetura colonial do Brasil, foi tombado pelo Patrimônio Histórico e Artístico Nacional no dia 25 de janeiro de 1941. A capela, localizada na Freguesia da Escada, recebeu o nome da Nossa Senhora da Conceição e logo passou a chamar-se Nossa Senhora da Escada. Há várias hipóteses para a mudança do nome. O fato mais provável talvez seja este: "Reza a tradição popular que os indígenas tinham por hábito colocar sobre a sepultura de seus mortos um fardel cheio de alimentos e uma escada para que a subida da alma até o reino de Tupã se realizasse de maneira tranquila. Conhecedores deste fato, os padres teriam tratado de esculpir degraus ao redor da Virgem, com o objetivo de estabelecer uma ligação entre as crenças pagãs e a religião adventícia, de modo a facilitar a catequização.
Conhecedores dos fatos ocorridos no arraial da Escada. O padre vila de São Miguel, com o apoio do vigário da vara de São Paulo, André Baruel autoriza o supervisor da vila de São Miguel a levar para essa igreja "as imagens e alfaias" da igreja da Escada junto com 46 índios, que aqui viviam, com isso não concorda a Câmara de Mogi das Cruzes, que com povo reunido vai a São Miguel e trás de lá as imagens e os índios que haviam sidos tomados a Escada. (Leonardo Arroyo, "Igrejas de São Paulo").
Foi o Arraial da Escada elevado a Freguesia da Escada pela Lei nº 09 de fevereiro de 1846. Porém, esse fato foi revogado pela Lei nº 06 de 23 de maio de 1850, pois o Arraial teve atrofiada sua propriedade em consequência da atração exercida pelos outros vizinhos. Só em 1872, pela Lei nº 01 de 28 de fevereiro, foi definitivamente elevado a Distrito de Paz. Foram seus primeiros dirigentes: Benedito Antônio de Paula, Antônio de Mello Franco e Joaquim Alves Pereira. Como vigário da nova paróquia que surgia, veio o Padre Miguel Piement e a 03 de julho de 1872 a capela de Nossa Senhora da Escada foi instituída canonicamente e hoje faz parte do Patrimônio Histórico Nacional.
Em 1875, Dona Laurinda de Souza Leite, a fim de auxiliar uma ex-escrava, Maria Florência, fez-lhe doação de um quinhão de terra situado às margens do Rio Paraíba do Sul, em lugar plano, distante 3,5 km do Arraial da Escada, pouco acima da foz do ribeirão Guararema. Levada por sentimentos religiosos, Maria Florência deliberou construir numa parte do terreno recebido, uma capela para o santo de sua devoção, São Benedito. Com o auxílio de outras pessoas e algumas economias suas, Maria Florência em pouco tempo conseguiu terminar a construção da Capela de São Benedito. Aos poucos foram se estabelecendo outros moradores nos arredores da capela, formando-se um vilarejo que recebeu o nome de “Guararema” - (do tupi-guarani: pau-d'alho), devido à abundância dessa árvore nesta região. Em julho de 1876, inaugurou-se o trecho da Estrada de Ferro Central do Brasil, entre Mogi das Cruzes e Jacareí com a passagem da estrada de ferro pela Vila: esta se desenvolveu rapidamente e por Decreto nº 8 de 08 de janeiro de 1890, a sede do Distrito de Paz da Escada foi transferida para o povoado de Guararema, que foi elevado à categoria de Município pela Lei nº 528, de 03 de junho de 1898. Como era preciso ter um prédio para Câmara e outro para cadeia, logo construídos a 19 de setembro de 1899, com a instalação da Primeira Câmara Municipal de Guararema, foram empossados: Major José de Paula Lopes, Joaquim Paião, Maximino Prudêncio de Mello, Benedicto Pinto de Souza, Joaquim Alves Pereira e Benedicto de Souza Ramalho. Em 23 de setembro de 1899 foram realizadas eleições dos Poderes Municipais, sendo presidente o Major José de Paula Lopes e Vice Presidente Joaquim Paião. Foi o 1º Intendente Municipal (Prefeito): Benedicto de Souza Ramalho. Secretário: o músico e compositor Júlio Cezar Nascimento. Comissão de Justiça e Finanças: Major José de Paula Lopes e Joaquim Alves Pereira. Comissão de Obras Públicas e Higiene: Benedicto de Souza Ramalho, Benedicto Pinto de Souza e Maximino Prudêncio de Mello.

## Geografia
Altitude: 585 metros
Área total: 270,816 quilômetros quadrados
Densidade demográfica: 104,60 habitantes por quilômetro quadrado
Coordenadas geográficas
Latitude: 23º 26' 15" S
Longitude: 46º 03' 45" W
Limites
Biritiba Mirim, Jacareí, Mogi das Cruzes, Salesópolis, Santa Branca e Santa Isabel
Localização
Guararema está a leste da Grande São Paulo e sua distância da capital é de 76 quilômetros. As principais vias de acesso são: rodovia Ayrton Senna e rodovia Presidente Dutra
Clima[carece de fontes?]
Temperado, com inverno seco.
Temperatura: 27° C

### Fauna e flora
Com a Mata Atlântica em boa parte do território do município e o rio Paraíba do Sul cortando a cidade, existem muitas espécies de plantas nativas e animais silvestres comumente avistados no município, tais como: tucanos-toco, maritacas, trinca-ferro, capivaras, macacos-prego, gaviões-caboclo e várias espécies da mata nativa.

### Hidrografia
- Rio Paraíba do Sul
- Rio Parateí
- Ribeirão Guararema
- Ribeirão Ipiranga
- Riacho do Putim (cachoeira do putim)

## Demografia

### Índices
Guararema, único município do Estado a possuir a certificação ISO 9001, acumula outros títulos e índices de destaque.[carece de fontes?]
Em 2017 o município foi avaliado com o melhor desempenho da Região Metropolitana de São Paulo no Índice de Oportunidades da Educação Básica, com a nota de 5,4. Em 2016 o município alcançou a melhor média no Índice de Desenvolvimento da Educação Básica - ano 2015, na Região do Alto Tietê com 6,6 pontos, ficando acima da média do Estado e a Média Nacional.
Dados do Índice de Efetividade da Gestão, do Tribunal de Contas, consideram como “muito efetiva” a gestão do município, sendo a cidade mais bem avaliada da Região do Alto Tietê e acima da média do Estado.
Em outubro de 2018, Guararema completou quase três anos com apenas um assassinato notificado. A estatística é atribuída ao monitoramento feito por câmeras e a colaboração entre autoridades e população.

## Economia

### Orquídeas
Guararema destaca-se pela sua grande produção de orquídeas das mais variadas espécies.
Tudo começou quando, na década de 1960, algumas famílias japonesas adquiriram propriedades na localidade, hoje conhecidas por Colônia Cerejeiras. Eles cultivavam principalmente rosas e, por um longo período, a cidade de Guararema destacou-se por ser produtora desta cultura. Várias famílias começaram a cultivar, além das rosas, outros tipos de flores, como gerberas e orquídeas, sempre em parceria, para aumentar a quantidade e qualidade de suas produções.
A produção de orquídeas foi ganhando força e espaço à medida que investimentos foram feitos, pois existem espécies que levam até sete anos para a primeira floração e isso significa altos gastos com estufas apropriadas, laboratórios, troca constante de vasos, adubação, controle de temperatura entre outros cuidados para uma produção chegar ao mercado. A paciência e perseverança dos produtores de Guararema fizeram com que, hoje, ela seja conhecida nacionalmente como "A Cidade das Orquídeas".[carece de fontes?]

## Infraestrutura

### Transportes

#### Rodovias
O município é cortado e servido pelas seguintes rodovias:
- BR-116 - Rodovia Presidente Dutra
- SP-70 - Rodovia Ayrton Senna e Rodovia Carvalho Pinto
- SP-66 - Rodovia Henrique Eroles
- SPA-172/060 - Rodovia Nicola Capucci

#### Ferrovias
O município também é cortado por duas ferrovias, sendo uma voltada exclusivamente à passeios turísticos (em um trecho de 6,8 km) e ao transporte industrial local e outra destinada atualmente ao transporte de cargas. Ambas pertenceram à antiga Estrada de Ferro Central do Brasil. 
- Ramal de São Paulo (Estrada de Ferro Central do Brasil); [10][11]
- Variante do Parateí. [12]

### Comunicações
O sistema de telefones automáticos foi inaugurado na cidade em 1975 pela Telecomunicações de São Paulo (TELESP). Logo após o sistema telefônico passou a ser administrado e operado pela sua subsidiária Companhia Telefônica da Borda do Campo (CTBC), que implantou em 1978 o sistema de discagem direta à distância (DDD) com o código de área (011). Anteriormente a cidade era atendida pela Companhia Telefônica Brasileira (CTB).

## Turismo
Em 2017 Guararema foi reconhecida como Município de Interesse Turístico pelo Governo do Estado de São Paulo por conta de suas belezas naturais e infraestrutura turística oferecida aos visitantes. Neste mesmo ano o município manteve a certificação do Selo Verde Azul pelo 3º ano consecutivo e se tornou o único da Região Metropolitana de São Paulo e do Vale do Paraíba a ser certificado, ocupando a 37ª posição no ranking estadual.

### Parque Municipal Pedra Montada

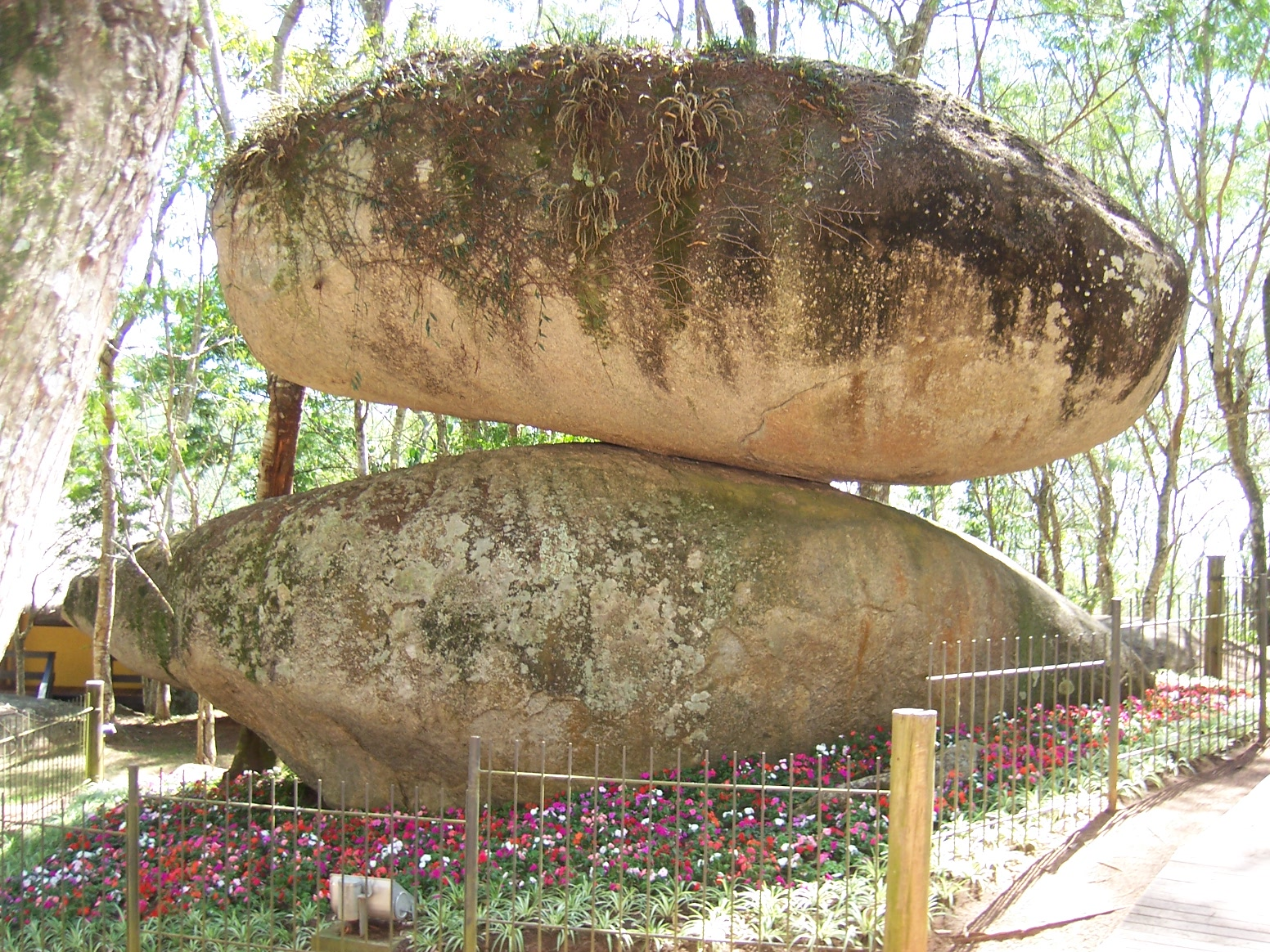
Pedra Montada, monumento megalítico no parque.

Uma verdadeira escultura da natureza. Construído no entorno de uma belíssima sobreposição de pedras - cada uma medindo cerca de 9m de comprimento por 2,5m de altura, o Parque Municipal da Pedra Montada oferece acesso confortável ao visitante, fazendo do trajeto até as pedras um agradável passeio. O visitante ainda pode estender o passeio até a Pedra do Tubarão, outra escultura da natureza com a forma de tubarão. O passeio até este ponto se dá através de uma caminhada autoguiada com grau de dificuldade moderada, com apoio de bancos para descanso ao longo do caminho.
Localizada na estrada da Petrobras, o Parque Municipal Pedra Montada abriga uma sui generis escultura natural. Trata-se de uma sobreposição de pedras, cada uma medindo cerca de nove metros de comprimento por 2,5 metros de altura. O "Parque Municipal da Pedra Montada Dr. Isidoro Martins Ruiz", conta com total infraestrutura para a recepção de turistas. Está localizado na Estrada Municipal Hércules Campagnoli, quilômetro 8, bairro Putim.

### Ilha Grande
A Ilha Grande, é uma ilha do Rio Paraíba do Sul localizada no centro da cidade. O espaço foi reurbanizado e ganhou trilhas que percorrem a ilha, totalizando 400 metros, playground para crianças, área para prática de exercícios físicos e jardins. Além de todos estes atrativos, a Ilha Grande conta com o Núcleo de Educação Ambiental, o NEA, espaço destinado aos debates e aprendizado sobre os assuntos que permeiam a preservação e o respeito pelo meio ambiente.
Inaugurada no final do ano de 2004, a Ilha Grande permite ao visitante dar um passeio em sua pista de 400 metros as margens do rio Paraíba. O local possui total infraestrutura, mostrando que é possível uma total integração entre o homem e o meio ambiente.
Horário de Funcionamento: todos os dias, das 7h às 19h Endereço: Praça Lydia Custódio Dominguez - Centro

### Recanto do Américo

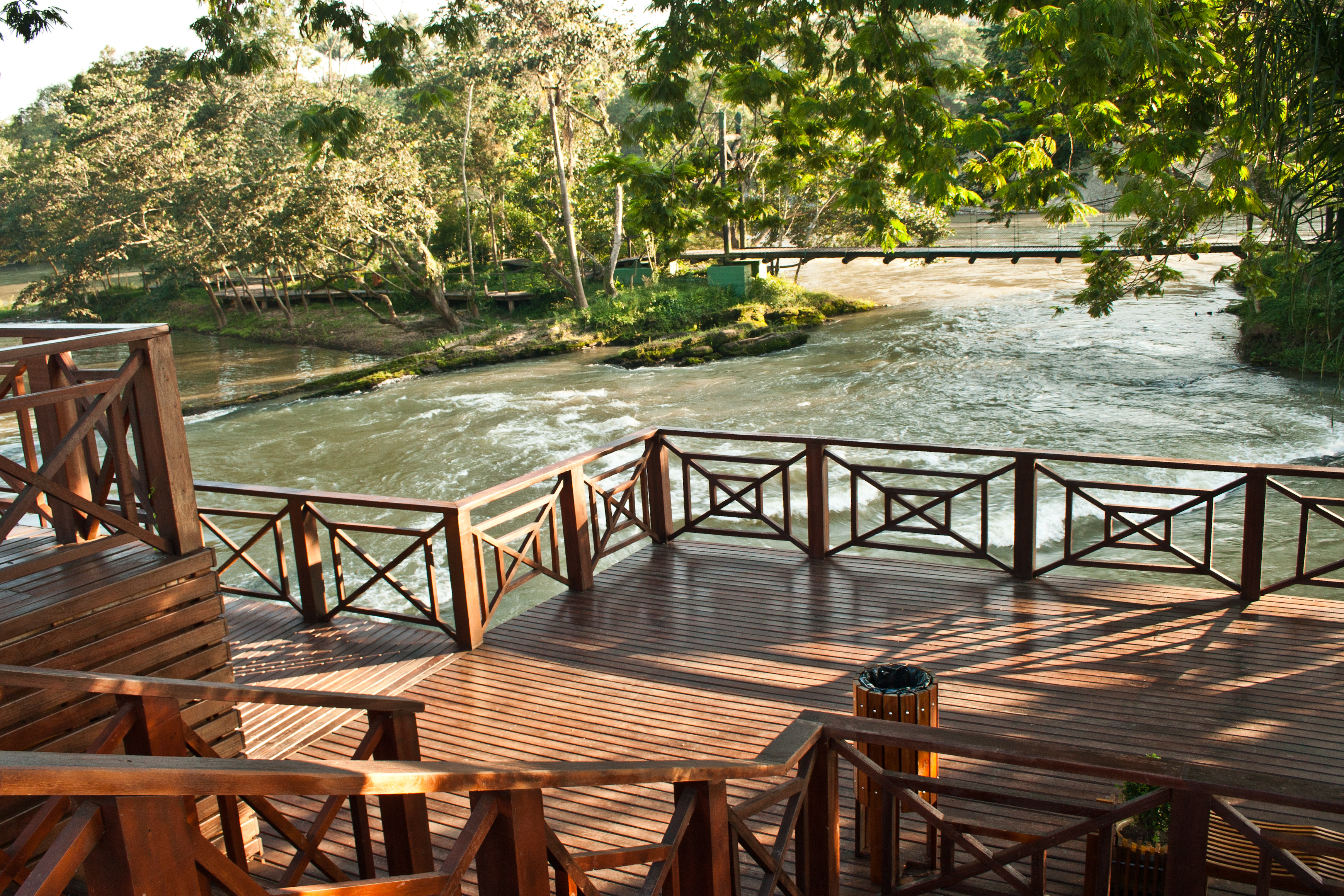
Um dos pontos mais famosos de Guararema.

O Recanto do Américo ou Pau D'Alho é uma praça que foi reurbanizada no ano de 1999 em comemoração ao aniversário de cem anos da cidade e tornou-se um dos mais belos e procurados pontos turísticos do município. Pode-se dizer que é um dos cartões-postais da cidade, onde se pode desfrutar da tranquilidade, além do belo cenário.
O Recanto do Américo oferece, em toda a sua extensão, uma área rica em recursos naturais. As pontes que interligam a praça às ilhas foram todas construídas sob especificações de normas canadenses de construção deste nível e levam o visitante a diferentes pontos sobre as águas do rio Paraíba do Sul, conta com ampla e variada concentração de espécies de mata nativa, remanescentes da Mata Atlântica, além dos recursos fluviais e da bicentenária árvore Pau D'alho, com aproximadamente trinta metros de altura e doze metros de diâmetro. Está localizado na rua Coronel Ramalho, s/n, no Centro.[carece de fontes?]

### Igreja Nossa Senhora da Escada

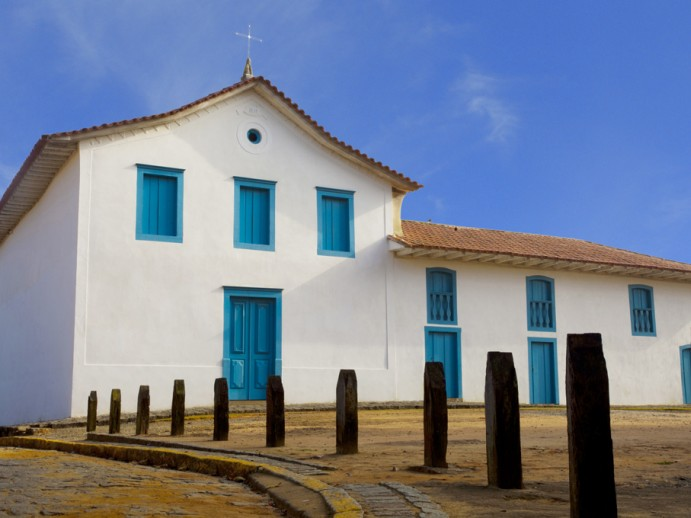
Igreja Freguesia da Escada.

A primeira capela foi construída em 1652 pelos jesuítas. Já em 1732, com a expulsão destes da Capitania de São Vicente, a administração do arraial da Escada foi entregue aos Ordem de franciscanos, que construíram uma nova capela onde se encontra a atual Igreja. Sua arquitetura é tipicamente barroca, com suas paredes construídas em taipa de pilão. O Arraial da Escada representa a formação do próprio município de Guararema. Situada no bairro da Freguesia da Escada, a 3,5 quilômetros do centro da cidade, a Igreja resistiu à ação do tempo, passou por reformas e ampliações até ser tombada pelo Patrimônio Histórico Nacional, no dia 25 de janeiro de 1941. Em 1982, a Igreja passou por uma reforma definitiva quando foi construída a praça em frente. Esta é a única Igreja do Brasil que possui a imagem de São Longuinho, conhecido popularmente como o "santo dos objetos perdidos". No centro da capela, está enterrado o frei José de Santa Bárbara de Bittencourt, que faleceu em 29 de setembro de 1890.[carece de fontes?]

### Igreja Nossa Senhora D'Ajuda

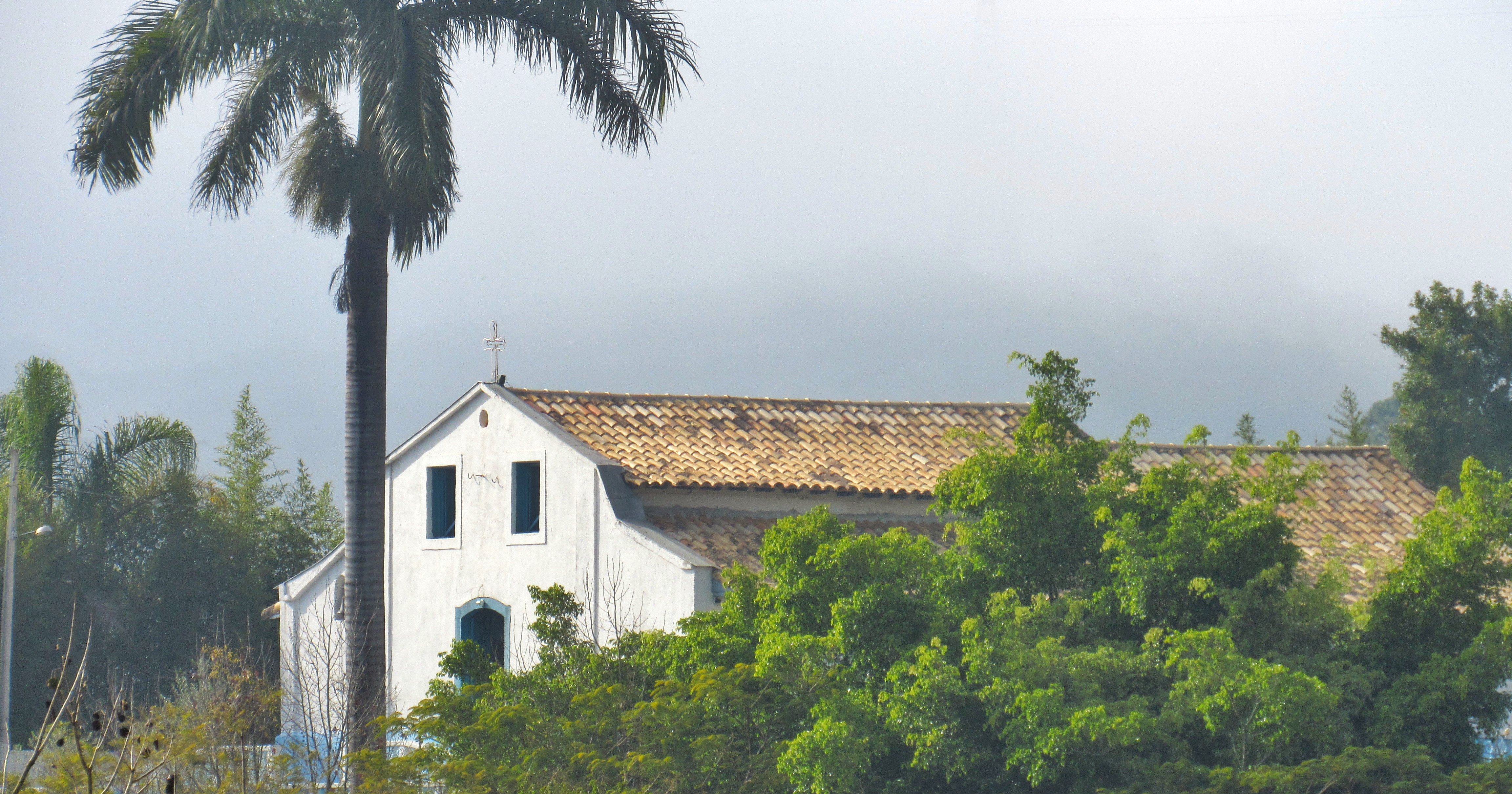
Igreja Nossa Senhora d'Ajuda.

Foi construída em 1682 em uma colina, às margens do rio Paraíba do Sul. É uma das construções coloniais mais antigas no estado de São Paulo. Para alcançá-la, é necessário escalar 81 degraus. Foi núcleo religioso das fazendas próximas, servindo também de cemitério, enterrando-se os brancos no interior do templo e os escravos atrás. A capela possui uma imagem de Nossa Senhora D'Ajuda, em terracota, provavelmente de origem portuguesa. Em 24 de setembro de 1984, a capela foi tombada como monumento de interesse histórico.[carece de fontes?]

### Mirante do Gerbásio

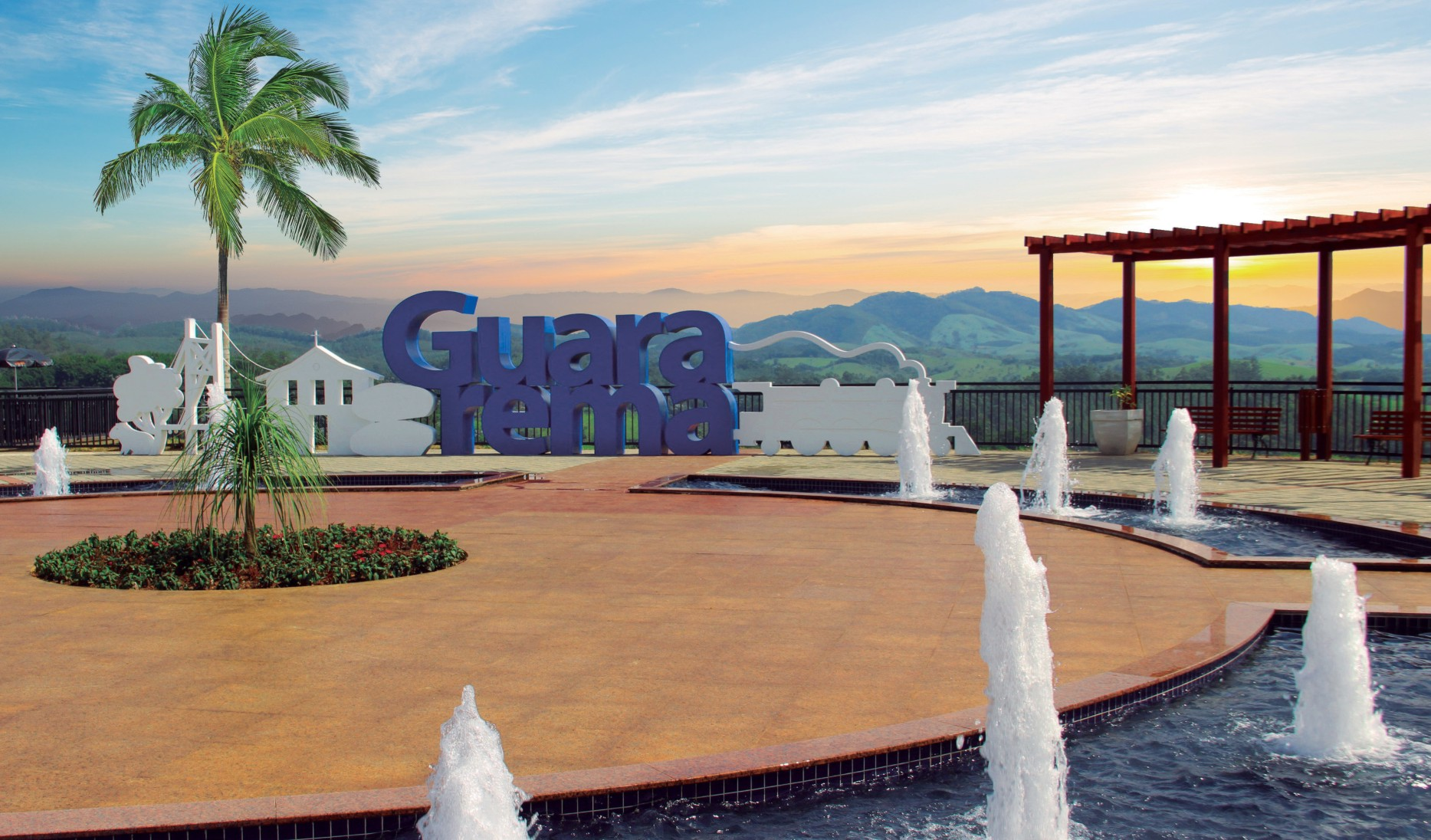
Pôr do Sol visto do Mirante de Guararema.

O famoso “Morro do Gerbásio” por muitos anos foi ponto de visitação da população de Guararema que vislumbrava que o local poderia ser transformado em um ponto de contemplação da cidade por conta da vista privilegiada, de um lado para o Centro expandido, Rio Paraíba do Sul e do lado oposto para a Mata Atlântica.

A partir de março de 2018, o Mirante “Prefeito Gerbásio Marcelino”, que conta com a Praça “Sérgio Lopes da Silva” foi aberto para a visitação com toda a infraestrutura necessária para se tornar um ponto de entretenimento, lazer, gastronomia e contemplação.

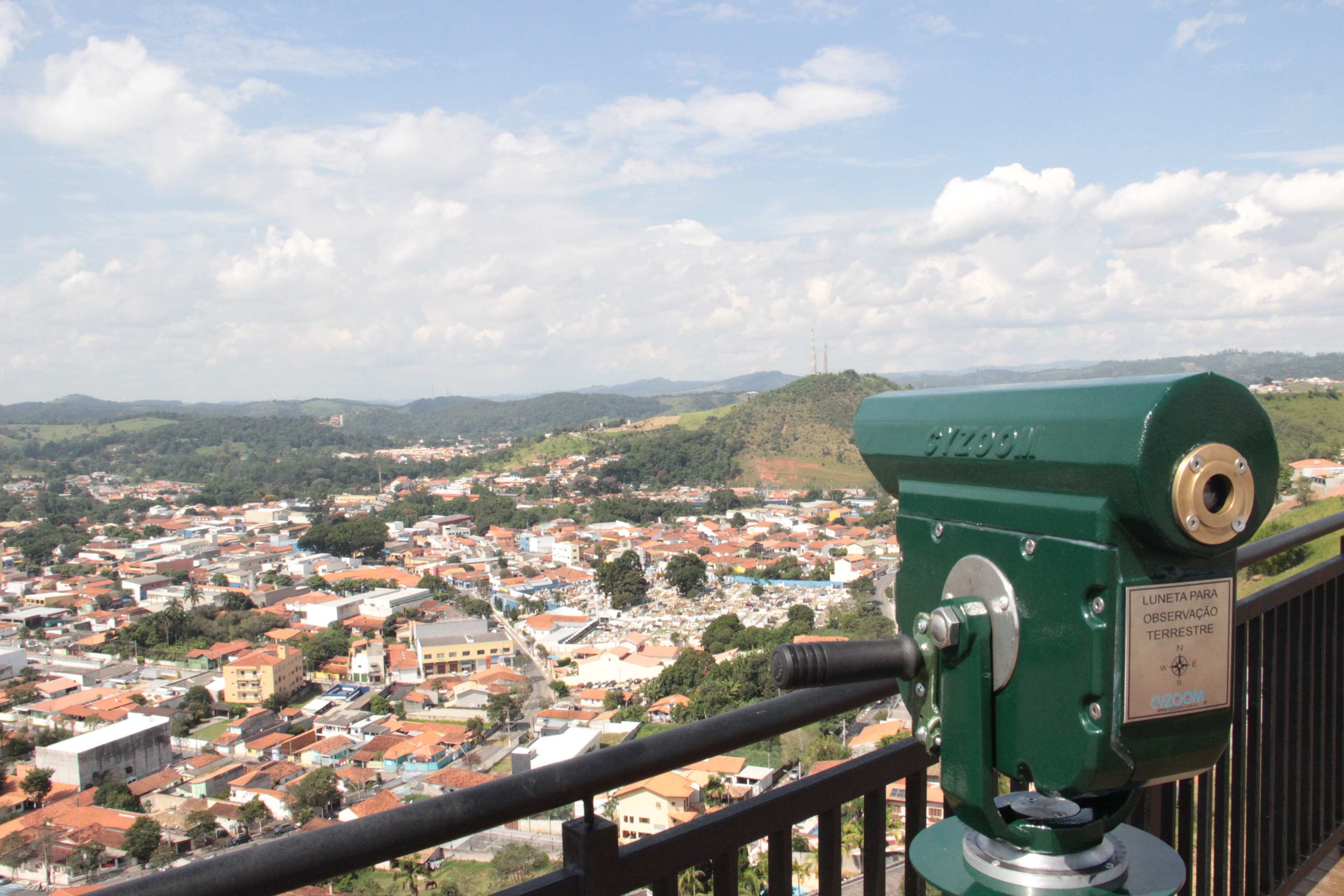
Espaço Admirar.

### Outros pontos de interesse turístico
- Estações Ferroviárias
- Passeio Cultural de Guararema-Luís Carlos [18]
- Vila de Luís Carlos
- Centro Artesanal Dona Nenê
- Cine Guararema
- Estação Literária Professora Maria de Lourdes Évora Camargo
- Casa da Memória Antônia Guilherme Franco
- Parque de Lazer Professora Deoclésia de Almeida Mello
- Orquidácea
- Igreja Matriz de São Benedito
- Estações Ferroviárias
- Pontilhão

|                                                                                         |  |                             |
| Prédio do antigo cinema foi restaurado e alia o patrimônio histórico com a modernidade. |  | Centro de artesanato local. |

### Ecoturismo

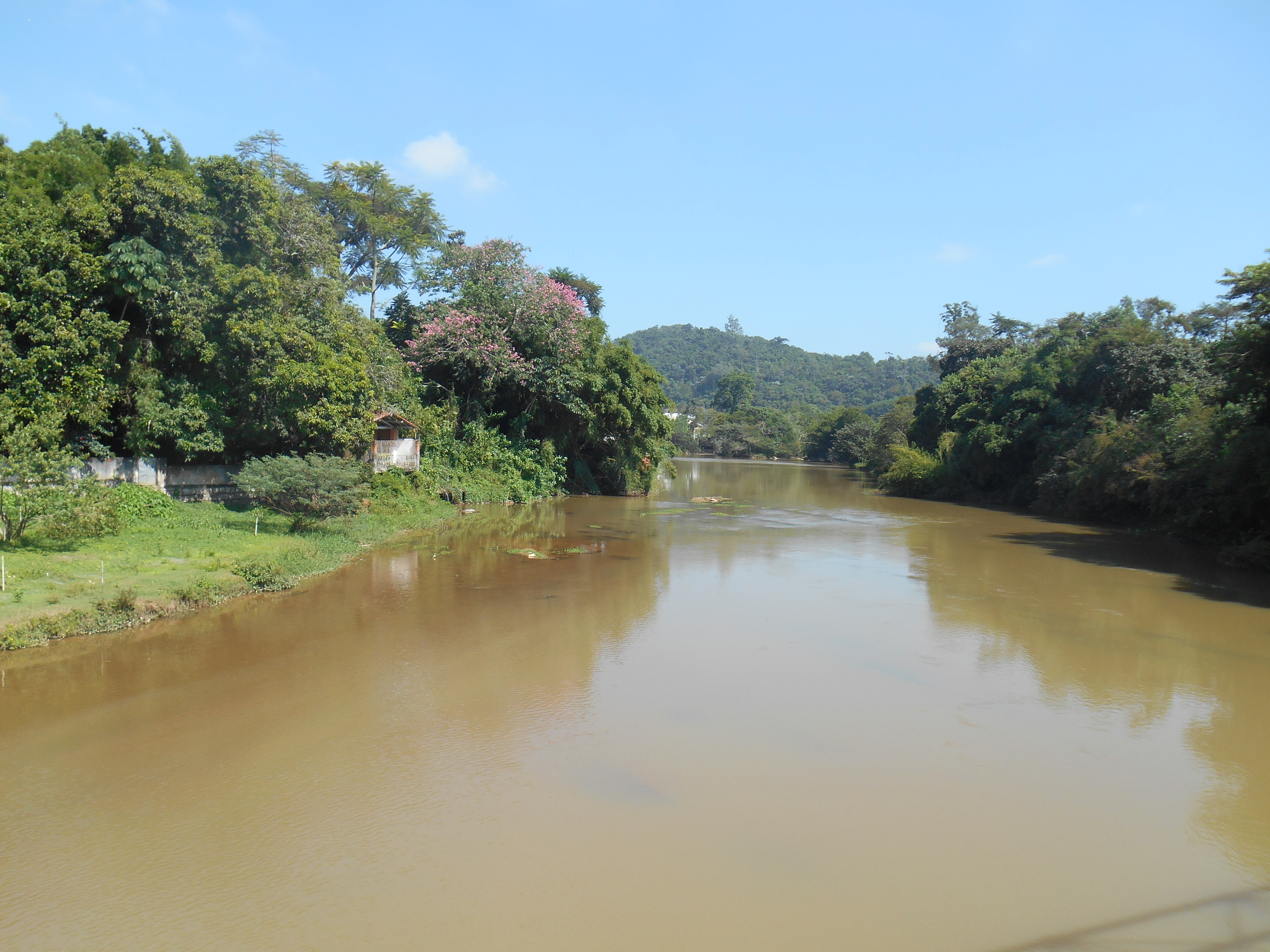
Rio Paraíba do Sul, no trecho que corta o município

As águas não poluídas do rio Paraíba do Sul são um dos atrativos turísticos de Guararema, onde se pode andar de caiaque, jet-ski, nadar e pescar piabas, piabanhas, piaus, curimbatas e outros. A preservação não é apenas das águas, mas ao seu redor, da vegetação e de animais silvestres. Com a nascente no Parque Nacional da Serra da Bocaina, na junção do rio Paraitinga e Paraibuna em São Paulo, o rio Paraíba do Sul deságua na cidade de São João da Barra, no estado do Rio de Janeiro, e sua extensão é de 1 058 quilômetros. Em épocas de chuvas, assume aspecto barrento, mas, logo, volta à sua cor natural: o verde escuro. O rio também possui várias ilhas: duas delas receberam infraestrutura, incluindo pontes que as ligam, atraindo muitos visitantes de várias cidades.

## Guararemenses ilustres
- Ver Guararemenses ilustres

## Religião
O Cristianismo se faz presente na cidade da seguinte forma:

### Igreja Católica
- A igreja faz parte da Diocese de Mogi das Cruzes.[20]

### Igrejas Evangélicas
Entre as igrejas protestantes históricas, pentecostais e neopentecostais, encontram-se na cidade:
- Assembleia de Deus Ministério do Belém.[23][24]
- Congregação Cristã no Brasil.[25]